# Ouindigui
Ouindigui  là một tổng thuộc Loroum (tỉnh) ở tây bắc Burkina Faso. Thủ phủ là thị xã thị xã cùng tên. Dân số năm 2006 là 28.432 người .

## Các thị xã, làng và xã
Bouna, Dougouri - Ouidi, Doussaré, Hitté, Kobo, Kougoussoula, Koumna, Koumna–Koudgo, Nommo, Ouattigué, Robolo, Rounga, Senouboula, Sirfou, Soranga, Tansombo, Tiffélé và Toolo.